# 卡羅爾·利内蒂
卡羅爾·利内蒂（波蘭語：Karol Linetty；1995年2月2日—）是一位波蘭足球運動員。在場上的位置是中場。現效力於土超球隊科賈埃利。他也代表波蘭國家足球隊參賽。

## 俱樂部生涯

### 拖連奴
2020年10月23日，利内蒂在球隊對上薩索羅的客場比賽中踢進了在拖連奴的首次進球。

## 外部連結
- Soccerway資料庫：卡羅爾·利内蒂